# Passion of Life
Passion of Life – dwudziesty pierwszy album studyjny Michaela Rose’a, jamajskiego wykonawcy muzyki reggae.
Płyta została wydana w roku 2007 przez brytyjską wytwórnię Thirteen Music Records. Nagrania zostały zarejestrowane w studiach Stangrey, Gee oraz Lewis w Londynie. Ich produkcją zajął się sam wokalista.

## Lista utworów
1. "Hands & Feet"
2. "Nuggets"
3. "Jagged Edge"
4. "Passion of Life"
5. "Friday"
6. "Solid Ground"
7. "Hail The King"
8. "Jah Bless Me"
9. "Slavery Days"
10. "Tribal War"
11. "That's The Way Jah..."
12. "Speng Shell (Horns Mix)"
13. "Friday (Horns Mix)"
14. "Thirteen"